# Hirzenhain
Hirzenhain ist eine Gemeinde im hessischen Wetteraukreis. Der Ort liegt östlich der Wetterau im westlichen Vogelsberg und wird von der Nidder durchflossen.

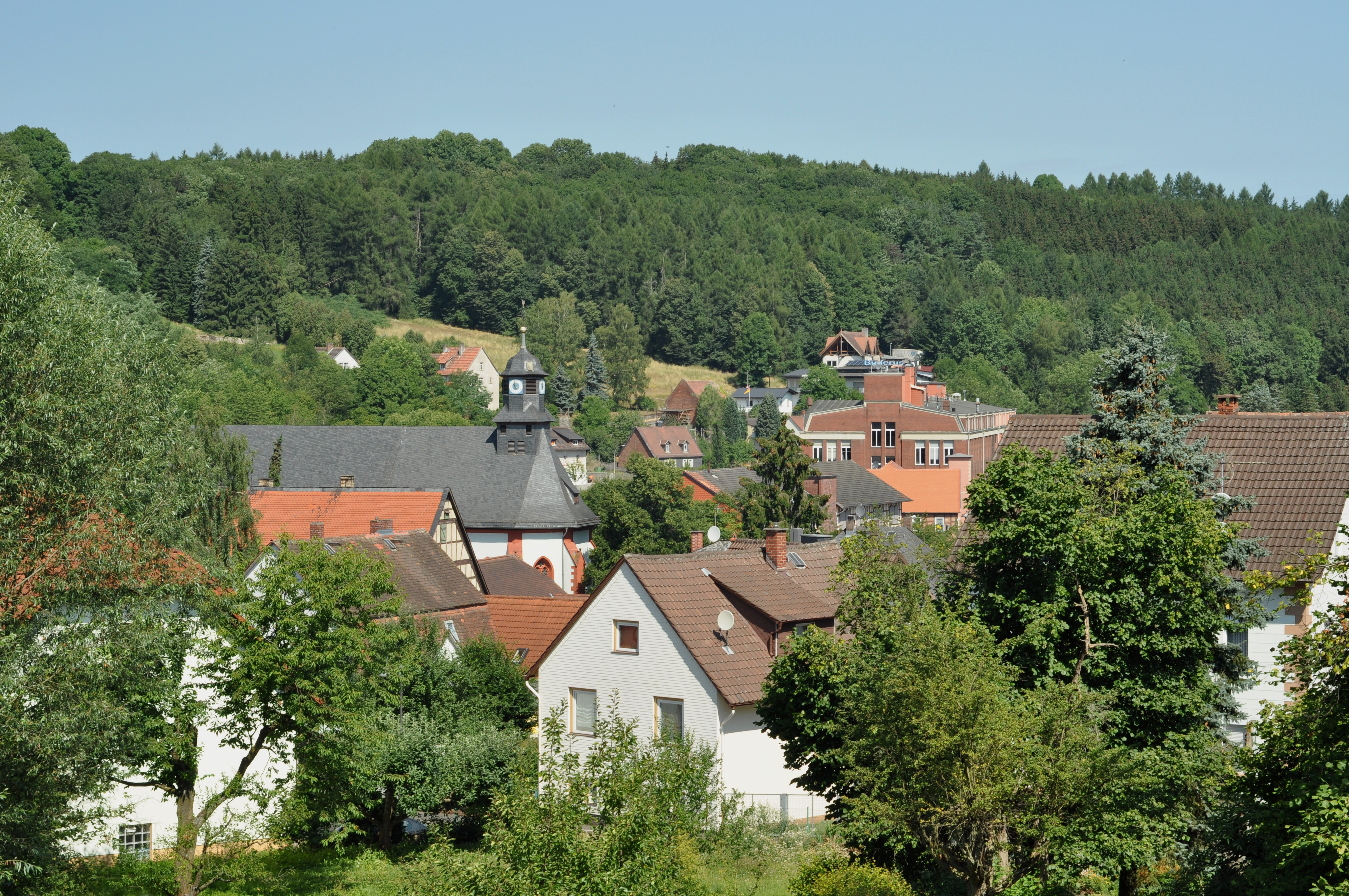
Hirzenhain im Juli 2010: Blick von der Klostermauer, rechts von der Bildmitte das Buderus-Hauptgebäude

## Geographie
Hirzenhain grenzt im Norden an die Stadt Schotten (Vogelsbergkreis), im Osten an die Stadt Gedern, im Süden an die Stadt Ortenberg sowie im Westen an die Stadt Nidda.
Hirzenhain besteht aus den Ortsteilen Glashütten, Hirzenhain und Merkenfritz. Der Ortsteil Glashütten hat noch die angegliederten Ortsteile Streithain und Igelhausen.

## Geschichte

### Ortsgeschichte
Die älteste erhaltene Erwähnung des Ortes datiert auf den 13. Januar 1330. 1375 entstand das Augustiner-Chorherren-Stift und eine Waldschmiede. Hirzenhain gehörte zum Amt Ortenberg, einem Kondominat, dessen drei Herren sich alle der Reformation anschlossen, so dass auch der Ort lutherisch und das Stift 1554 in eine Lateinschule umgewandelt wurde, die bis 1595 bestand.
Hirzenhain gehörte zu den Gebieten, in denen das Solmser Landrecht von 1571 gewohnheitsrechtlich, aber nur teilweise, rezipiert wurde. Das galt insbesondere für die Bereiche Vormundschaftsrecht, Erbleihe und eheliches Güterrecht. Im Übrigen galt das Gemeine Recht. Erst das Bürgerliche Gesetzbuch, das einheitlich im ganzen Deutschen Reich galt, setzte zum 1. Januar 1900 das alte Partikularrecht außer Kraft.
Die Statistisch-topographisch-historische Beschreibung des Großherzogthums Hessen berichtet 1830 über Hirzenhain:

„Hirzenhain (L. Bez. Nidda) evangel. Pfarrdorf; liegt im Vogelsberg, 2 St. von Nidda und gehört dem Grafen von Stollberg-Roßla, hat 48 Häuser und 305 Einwohner, die außer 4 Katholiken evangelisch sind. Man findet 1 Kirche, 1 Mahlmühle und 1 Eisenwerk, welches an der Nidder liegt. Dieses Werk, das 1⁄4 St. von Hirzenhain entfernt ist, und 1703 errichtet wurde, besteht aus einem Hochofen, einem Eisenstein und Schlacken-Pochwerk, einem Großhammer mit einem Aufwerfer und zwei Feuern, und aus einem Klein- und Zainhammer. Außer Masseln, werden hier mancherlei Formwaaren, als Oefen, Kochgeschirre etc. verfertigt. Die Eisensteingruben sind theils 1⁄2, theils 1 St. von hier entfernt, namentlich werden auch Erze von Usenborn, Steinberg und Gelnbaar hierher gebracht, wie auch bei Hirzenhain selbst, Eisengruben sind. – Hier besassen die Grafen von Weilnau Güter, die sie aber 1429 veräußerten. Im Jahr 1476 wurde der Ort von Gottfried und Johann von Eppenstein, so weit er ihnen gehörte, ihrem Schwager, Philipp dem Jüngern, Grafen von Hanau, käuflich überlassen. Hirzenhain hatte früher eine Kapelle, welche zur Pfarrei Ufenborn gehörte. Diese verwandelten die Herrn von Eppenstein, 1437 und die folgenden Jahre, in ein Augustiner-Mönchs-Kloster, dem die Stifter auch Dorf und Gericht Hirzenhain, als Schenkung übergaben. Die Pfarrei Usenborn wurde durch einen Altar in Conradsdorf entschädigt. Die Landgrafen schrieben sich erst später einige Rechte über dieses Kloster zu, und noch 1519 verlieh Landgraf Philipp der Großmüthige dem Kloster den Zehnten zu Langd, und zwar von den Aeckern die aus seinen Hochwäldern gerodet worden. Dieses Kloster wurde wahrscheinlich gleichzeitig mit dem zu Conradsdorf (1581) aufgehoben. Seitdem wurde es eine gemeinsame Besitzung von Hanau, Isenburg und Stollberg, und kam bei der Abtheilung, 1601, an letzteres Haus, so wie Hirzenhain 1806 unter Hess. Hoheit gekommen ist.“

Die einstige Waldschmiede entwickelte sich zu einem Eisenwerk, das von der Familie Buderus im Jahre 1678 gepachtet und 1869 gekauft wurde.
Im Zweiten Weltkrieg bestand das Arbeitserziehungslager Hirzenhain, eine Außenstelle des Arbeitserziehungslagers Heddernheim im Norden von Frankfurt am Main. Dort mussten deutsche und ausländische Häftlinge unter KZ-Bedingungen in der Produktion der Breuer-Werke arbeiten und Panzerteile herstellen. Am 23. März 1945, kurz vor Kriegsende, wurden 49 Frauen aus dem Arbeitserziehungslager in Frankfurt-Heddernheim zur Außenstelle nach Hirzenhain transportiert. Während des Transports flohen 5 Frauen. Die verbliebenen 44 wurden mit 37 weiteren Frauen und 6 Häftlingen aus dem Lager am 26. März 1945 durch die SS erschossen. Sie wurden später im Kloster Arnsburg auf dem dortigen Kriegsopferfriedhof beigesetzt. In der Gemeinde selbst hielten sich unabhängig von den Breuer-Werken im Juli 1944 dreiundzwanzig Zwangsarbeiter auf, darunter zwölf Letten. Im März 1945 waren es 25 Zwangsarbeiter.
Hessische Gebietsreform (1970–1977)
Im Zuge der Gebietsreform in Hessen fusionierten zum 1. Oktober 1971 die bis dahin selbständigen Gemeinden Hirzenhain und Merkenfritz zur erweiterten Gemeinde Hirzenhain. Am 1. April 1972 kam Glashütten hinzu. Als Sitz der Gemeindeverwaltung wurde der Ortsteil Hirzenhain bestimmt. Ortsbezirke nach der Hessischen Gemeindeordnung wurden nicht errichtet.

### Verwaltungsgeschichte im Überblick
Die folgende Liste zeigt die Staaten und Verwaltungseinheiten, denen Hirzenhain angehört(e):
- vor 1601: Heiliges Römisches Reich, Amt Ortenberg (Kondominat des Wetterauer Grafenvereins)
- ab 1601: Heiliges Römisches Reich, Grafschaft Stolberg-Wernigerode, Amt Ortenberg
- ab 1645: Heiliges Römisches Reich, Grafschaft Stolberg-Stolberg, Amt Ortenberg
- ab 1706: Heiliges Römisches Reich, Grafschaft Stolberg-Roßla, Amt Ortenberg[12]
- ab 1806: Großherzogtum Hessen (Souveränitätslande),[Anm. 2]. Fürstentum Oberhessen, Amt Gedern (zur Standesherrschaft Stolberg gehörig)
- ab 1815: Großherzogtum Hessen (Souveränitätslande), Provinz Oberhessen, Amt Gedern[13] (zur Standesherrschaft Stolberg gehörig)
- ab 1821: Großherzogtum Hessen, Provinz Oberhessen,  Landratsbezirk Nidda[14][Anm. 3]
- ab 1832: Großherzogtum Hessen, Provinz Oberhessen, Kreis Nidda
- ab 1848: Großherzogtum Hessen, Regierungsbezirk Nidda
- ab 1852: Großherzogtum Hessen, Provinz Oberhessen, Kreis Nidda
- ab 1867: Norddeutscher Bund, Großherzogtum Hessen, Provinz Oberhessen, Kreis Nidda
- ab 1871: Deutsches Reich, Großherzogtum Hessen, Provinz Oberhessen, Kreis Nidda
- ab 1874: Deutsches Reich, Großherzogtum Hessen, Provinz Oberhessen, Kreis Büdingen
- ab 1918: Deutsches Reich, Volksstaat Hessen, Provinz Oberhessen, Landkreis Büdingen
- ab 1938: Deutsches Reich, Volksstaat Hessen, Landkreis Büdingen[15][Anm. 4]
- ab 1945: Deutsches Reich, Amerikanische Besatzungszone, Groß-Hessen,[Anm. 5] Regierungsbezirk Darmstadt, Landkreis Büdingen
- ab 1946: Deutsches Reich, Amerikanische Besatzungszone, Hessen, Regierungsbezirk Darmstadt, Landkreis Büdingen
- ab 1949: Bundesrepublik Deutschland, Hessen, Regierungsbezirk Darmstadt, Landkreis Büdingen
- ab 1972: Bundesrepublik Deutschland, Hessen, Regierungsbezirk Darmstadt, Wetteraukreis

## Bevölkerung

### Einwohnerstruktur 2011
Nach den Erhebungen des Zensus 2011 lebten am Stichtag, dem 9. Mai 2011, in Hirzenhain 2893 Einwohner. Darunter waren 179 (6,2 %) Ausländer, von denen 118 aus dem EU-Ausland, 40 aus anderen europäischen Ländern und 21 aus anderen Staaten kamen. (Bis zum Jahr 2020 erhöhte sich die Ausländerquote auf 11,8 %.) Nach dem Lebensalter waren 533 Einwohner unter 18 Jahren, 1170 zwischen 18 und 49, 618 zwischen 50 und 64 und 574 Einwohner waren älter. Die Einwohner lebten in 1244 Haushalten. Davon waren 377 Singlehaushalte, 342 Paare ohne Kinder und 395 Paare mit Kindern sowie 109 Alleinerziehende und 21 Wohngemeinschaften. In 265 Haushalten lebten ausschließlich Senioren und in 794 Haushaltungen lebten keine Senioren.

### Einwohnerentwicklung
| Hirzenhain: Einwohnerzahlen von 1834 bis 2020 | Hirzenhain: Einwohnerzahlen von 1834 bis 2020 | Hirzenhain: Einwohnerzahlen von 1834 bis 2020 | Hirzenhain: Einwohnerzahlen von 1834 bis 2020 | Hirzenhain: Einwohnerzahlen von 1834 bis 2020 |
| --- | --------------------------------------------- | --------------------------------------------- | --------------------------------------------- | --------------------------------------------- |
| Jahr |                                               |                                               |                                               | Einwohner                                     |
| 1834 | 1834                                          |                                               | 367                                           | 367                                           |
| 1840 | 1840                                          |                                               | 369                                           | 369                                           |
| 1846 | 1846                                          |                                               | 364                                           | 364                                           |
| 1852 | 1852                                          |                                               | 380                                           | 380                                           |
| 1858 | 1858                                          |                                               | 373                                           | 373                                           |
| 1864 | 1864                                          |                                               | 431                                           | 431                                           |
| 1871 | 1871                                          |                                               | 361                                           | 361                                           |
| 1875 | 1875                                          |                                               | 366                                           | 366                                           |
| 1885 | 1885                                          |                                               | 382                                           | 382                                           |
| 1895 | 1895                                          |                                               | 400                                           | 400                                           |
| 1905 | 1905                                          |                                               | 469                                           | 469                                           |
| 1910 | 1910                                          |                                               | 516                                           | 516                                           |
| 1925 | 1925                                          |                                               | 674                                           | 674                                           |
| 1939 | 1939                                          |                                               | 681                                           | 681                                           |
| 1946 | 1946                                          |                                               | 1.135                                         | 1.135                                         |
| 1950 | 1950                                          |                                               | 1.204                                         | 1.204                                         |
| 1956 | 1956                                          |                                               | 1.272                                         | 1.272                                         |
| 1961 | 1961                                          |                                               | 1.340                                         | 1.340                                         |
| 1967 | 1967                                          |                                               | 1.400                                         | 1.400                                         |
| 1970 | 1970                                          |                                               | 1.522                                         | 1.522                                         |
| 1973 | 1973                                          |                                               | 2.900                                         | 2.900                                         |
| 1975 | 1975                                          |                                               | 2.802                                         | 2.802                                         |
| 1980 | 1980                                          |                                               | 2.736                                         | 2.736                                         |
| 1985 | 1985                                          |                                               | 2.672                                         | 2.672                                         |
| 1990 | 1990                                          |                                               | 2.833                                         | 2.833                                         |
| 1995 | 1995                                          |                                               | 3.092                                         | 3.092                                         |
| 2000 | 2000                                          |                                               | 3.018                                         | 3.018                                         |
| 2005 | 2005                                          |                                               | 2.956                                         | 2.956                                         |
| 2010 | 2010                                          |                                               | 2.837                                         | 2.837                                         |
| 2011 | 2011                                          |                                               | 2.893                                         | 2.893                                         |
| 2015 | 2015                                          |                                               | 2.828                                         | 2.828                                         |
| 2020 | 2020                                          |                                               | 2.879                                         | 2.879                                         |
| Datenquelle: Historisches Gemeindeverzeichnis für Hessen: Die Bevölkerung der Gemeinden 1834 bis 1967. Wiesbaden: Hessisches Statistisches Landesamt, 1968. Weitere Quellen: ; Hessisches Statistisches Informationssystem; Zensus 2011 Nach 1970 einschließlich der im Zuge der Gebietsreform in Hessen eingegliederten Orte. |                                               |                                               |                                               |                                               |

### Religionszugehörigkeit
| • 1829: | 301 evangelische (= 98,69 %), 4 katholische (= 1,31 %) Einwohner                            |
| • 1961: | 876 evangelische (= 65,37 %), 393 katholische (= 29,33 %) Einwohner                         |
| • 1987: | 1839 evangelische (= 69,0 %), 451 katholische (= 19,9 %), 375 sonstige (= 14,1 %) Einwohner |
| • 2011: | 1677 evangelische (= 58,0 %), 409 katholische (= 14,1 %), 807 sonstige (= 27,9 %) Einwohner |

## Politik

### Gemeindevertretung
Die Kommunalwahl am 14. März 2021 lieferte folgendes Ergebnis, in Vergleich gesetzt zu früheren Kommunalwahlen:
| Sitzverteilung in der Gemeindevertretung 2021Insgesamt 15 Sitze - SPD: 1 - UWG: 7 - CDU: 7 | Parteien und Wählergemeinschaften | Parteien und Wählergemeinschaften           | 2021  | 2021  | 2016  | 2016  | 2011  | 2011  | 2006  | 2006  | 2001  | 2001  |
| Sitzverteilung in der Gemeindevertretung 2021Insgesamt 15 Sitze - SPD: 1 - UWG: 7 - CDU: 7 | Parteien und Wählergemeinschaften | Parteien und Wählergemeinschaften           | %     | Sitze | %     | Sitze | %     | Sitze | %     | Sitze | %     | Sitze |
| Sitzverteilung in der Gemeindevertretung 2021Insgesamt 15 Sitze - SPD: 1 - UWG: 7 - CDU: 7 | UWG                               | Unabhängige Wählergemeinschaft              | 45,9  | 7     | 25,2  | 4     | 23,2  | 3     | —     | —     | —     | —     |
| Sitzverteilung in der Gemeindevertretung 2021Insgesamt 15 Sitze - SPD: 1 - UWG: 7 - CDU: 7 | CDU                               | Christlich Demokratische Union Deutschlands | 44,2  | 7     | 33,3  | 5     | 31,4  | 5     | 42,0  | 6     | 31,0  | 7     |
| Sitzverteilung in der Gemeindevertretung 2021Insgesamt 15 Sitze - SPD: 1 - UWG: 7 - CDU: 7 | SPD                               | Sozialdemokratische Partei Deutschlands     | 9,9   | 1     | 41,5  | 6     | 45,4  | 7     | 52,2  | 8     | 61,1  | 14    |
| Sitzverteilung in der Gemeindevertretung 2021Insgesamt 15 Sitze - SPD: 1 - UWG: 7 - CDU: 7 | NPD                               | Nationaldemokratische Partei Deutschlands   | —     | —     | —     | —     | —     | —     | 5,8   | 1     | —     | —     |
| Sitzverteilung in der Gemeindevertretung 2021Insgesamt 15 Sitze - SPD: 1 - UWG: 7 - CDU: 7 | HWI                               | Hirzenhainer Wählerinitiative               | —     | —     | —     | —     | —     | —     | —     | —     | 7,9   | 2     |
| Sitzverteilung in der Gemeindevertretung 2021Insgesamt 15 Sitze - SPD: 1 - UWG: 7 - CDU: 7 | Gesamt                            | Gesamt                                      | 100,0 | 15    | 100,0 | 15    | 100,0 | 15    | 100,0 | 15    | 100,0 | 15    |
| Sitzverteilung in der Gemeindevertretung 2021Insgesamt 15 Sitze - SPD: 1 - UWG: 7 - CDU: 7 | Wahlbeteiligung in %              | Wahlbeteiligung in %                        | 46,5  | 46,5  | 54,9  | 54,9  | 45,5  | 45,5  | 49,6  | 49,6  | 56,4  | 56,4  |

### Bürgermeister
Nach der hessischen Kommunalverfassung wird der Bürgermeister für eine sechsjährige Amtszeit gewählt, seit dem Jahr 1993 in einer Direktwahl, und ist Vorsitzender des Gemeindevorstands, dem in der Gemeinde Hirzenhain neben dem Bürgermeister und dem Ersten Beigeordneten weitere fünf ehrenamtliche Beigeordnete angehören. Bürgermeister ist seit dem 1. Dezember 2017 der parteiunabhängige Timo Tichai. Sein Amtsvorgänger Freddy Arthur Kammer war am 8. Mai 2017 nach einem Bürgerentscheid über seine Abwahl aus der zweiten Amtszeit vorzeitig ausgeschieden. Somit musste die Wahl des neuen Bürgermeisters vorgezogen werden. Timo Tichai erhielt am 8. Oktober 2017 in einer Stichwahl bei 57,7 Prozent Wahlbeteiligung 52,6 Prozent der Stimmen. Es folgte eine Wiederwahl im Oktober 2023.
Amtszeiten der Bürgermeister
- 2017–2029 Timo Tichai[28]
- 2009–2017 Freddy Arthur Kammer
- 1991–2009 Elfriede Pfannkuche (SPD)[31]
- 1979–1990 Reinhold Medebach (SPD) (1952–2024)[32]

| Jahr                 | Wahlbeteiligung in % | Kandidaten              | Partei  | Stimmen in % |
| -------------------- | -------------------- | ----------------------- | ------- | ------------ |
| 2023                 | 65,38                | Timo Tichai             |         | 55,49        |
| 2023                 | 65,38                | Marcel Weber            | UWG     | 44,51        |
| 2017 Stichwahl       | 57,7                 | Timo Tichai             |         | 52,6         |
| 2017 Stichwahl       | 57,7                 | Stefan Endisch          |         | 47,4         |
| 2017                 | 73,1                 | Willi Wirth             |         | 06,0         |
| 2017                 | 73,1                 | Stefan Endisch          |         | 22,5         |
| 2017                 | 73,1                 | Michael Höhl            |         | 20,0         |
| 2017                 | 73,1                 | Harald Otto             |         | 07,9         |
| 2017                 | 73,1                 | Jörg Gottwals           |         | 20,1         |
| 2017                 | 73,1                 | Timo Tichai             |         | 23,5         |
| 2017 Bürgerentscheid | 64,5                 | Abwahl JA               |         | 60,8         |
| 2017 Bürgerentscheid | 64,5                 | Abwahl NEIN             |         | 39,2         |
| 2014 Stichwahl       | 70,5                 | Freddy Arthur Kammer(1) |         | 55,5         |
| 2014 Stichwahl       | 70,5                 | Klaus Heusohn           | SPD     | 44,5         |
| 2014                 | 61,8                 | Klaus Heusohn           | SPD     | 48,0         |
| 2014                 | 61,8                 | Nicole Seitz            | Piraten | 09,5         |
| 2014                 | 61,8                 | Freddy Arthur Kammer    |         | 42,6         |
| 2008 Stichwahl       | 62,3                 | Elfriede Pfannkuche     | SPD     | 47,7         |
| 2008 Stichwahl       | 62,3                 | Freddy Arthur Kammer    |         | 52,3         |
| 2008                 | 63,2                 | Elfriede Pfannkuche     | SPD     | 36,7         |
| 2008                 | 63,2                 | Mario Müller            | CDU     | 28,3         |
| 2008                 | 63,2                 | Freddy Arthur Kammer    |         | 34,9         |
| 2002                 | 75,6                 | Elfriede Pfannkuche     | SPD     | 71,1         |
| 1996                 | 75,0                 | Elfriede Pfannkuche     | SPD     | 67,8         |
| 1996                 | 75,0                 | Jörg Scherbarth         | HWI     | 21,8         |
| 1996                 | 75,0                 | Andreas Müth            | CDU     | 10,3         |

(1) Kammer ist SPD-Mitglied, trat aber als unabhängiger Bewerber an. Aufgrund von Wahlfälschungsvorwürfen erklärte die Gemeindevertretung Hirzenhains am 21. Juli 2014 die Wahl Kammers für ungültig. Die zuständige Staatsanwaltschaft klagte Kammer wegen Wahldelikten (Urkundenfälschung und Wahlfälschung) im Zusammenhang mit der Wahl an, die Anklage wurde vom Amtsgericht Büdingen zugelassen. Am 7. Mai 2017 wurde Kammer durch einen Bürgerentscheid abgewählt. Seine Amtsgeschäfte endeten am 8. Mai 2017, 24:00 Uhr, mit der Feststellung des amtlichen Endergebnisses durch den Gemeindewahlausschuss. Am 2. August 2023 erklärte der Hessische Verwaltungsgerichtshof die Abwahl Kammers für rechtswidrig, hatte aber an der Gültigkeit der anschließenden Neuwahl keine Zweifel.

### Wappen und Flagge
Im November 1951 wurde der Gemeinde Hirzenhain durch das Hessische Staatsministerium das Recht zur Führung eines Wappens verliehen.
Am 5. September 1969 ist der Gemeinde durch den Hessischen Minister des Innern die nachstehend beschriebene Flagge genehmigt worden: „Auf dem von Schwarz und Gelb geteilten Flaggentuch das Gemeindewappen.“

## Kultur und Sehenswürdigkeiten

### Museen
- Eisenkunstgussmuseum[40]

### Bauwerke

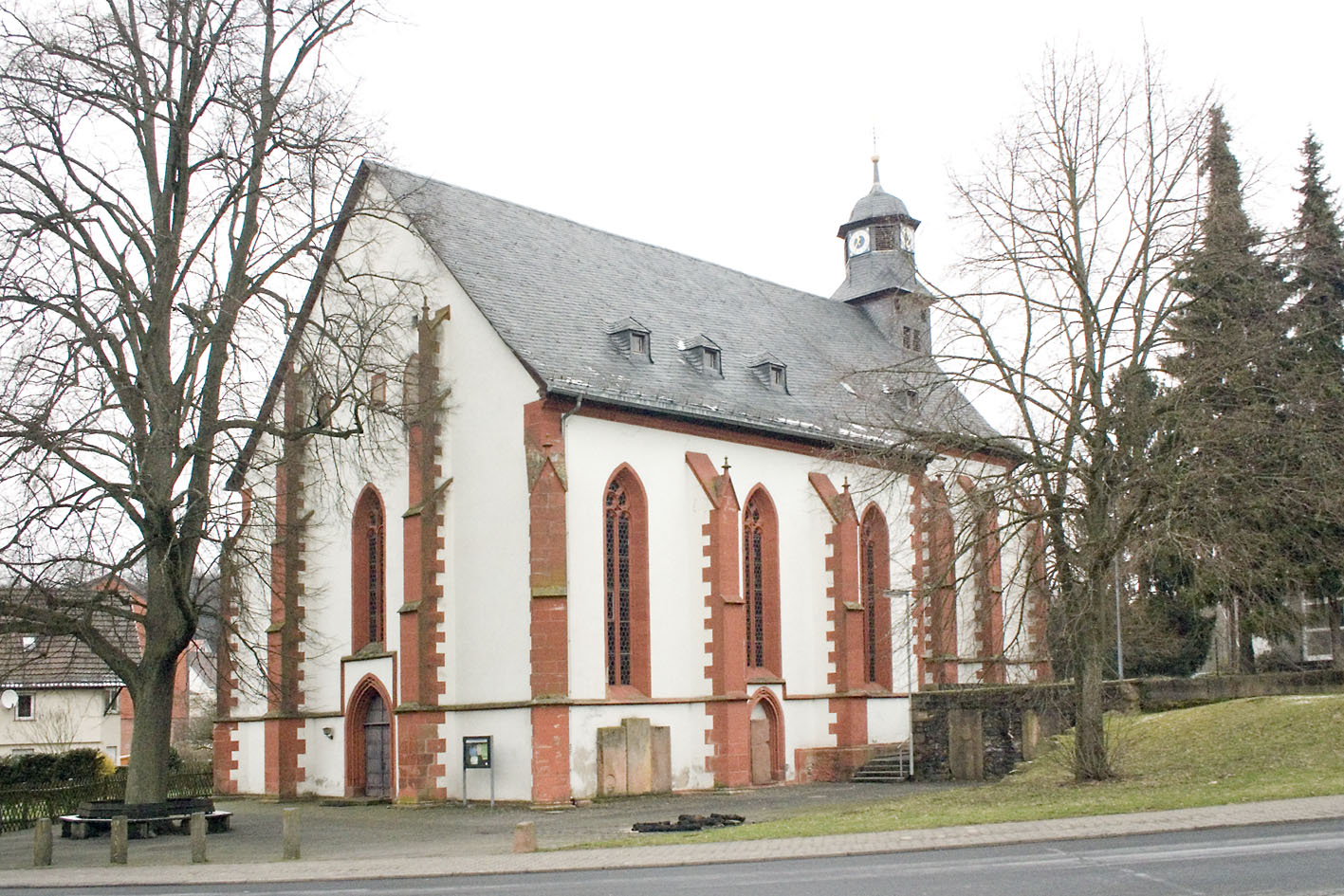
Ev. spätgotische Hallenkirche
1439–1534 Augustinerkloster „St. Maria“

- Augustinerkirche mit dreijochigem Kirchenschiff. Der Lettner ist ein Meisterwerk spätgotischer Steinmetzarbeit.[41]

### Naturdenkmäler
Siehe Liste der Naturdenkmäler in Hirzenhain

## Wirtschaft und Infrastruktur

### Ansässige Unternehmen
Die Wirtschaft Hirzenhains wurde seit nahezu 300 Jahren vom Gießereiunternehmen Buderus dominiert. Deshalb erhielt Hirzenhain auch die Bezeichnung „Industriegemeinde“.
In der Blütezeit in den 1950er und 1960er Jahren hatte der Standort Hirzenhain der Buderus AG rund 2000 Beschäftigte. Die hohen Gewerbesteuereinnahmen ermöglichten der Gemeinde Hirzenhain eine Infrastruktur, z. B. ein großzügig angelegtes Freibad, die unter Gemeinden ähnlicher Größe ihresgleichen suchte.
Im Jahr 2003 kaufte der Robert Bosch Konzern die Firma Buderus (wobei Bosch nur an der Heiztechnik Sparte interessiert war). Die Gießerei-Aktivitäten am Standort Hirzenhain (Feinguss und Kunstguss) wurde 2005 an den Venture Capital Fonds SSVP verkauft.
Im Jahr 2006 wurde die kleinste Sparte Kunstguss wieder zur Bosch Thermotechnik GmbH rücküberführt und der Heiztechnik angegliedert. Somit beschäftigt die Bosch Thermotechnik GmbH (Heiztechnik und Kunstguss) noch ca. 55 Mitarbeiter und die Buderus Feinguss Hessen GmbH (gehört heute zum PERUSA-Fond) noch ca. 100 Mitarbeiter.
Bosch Thermotechnik GmbH – Buderus Kunstguss unterhält in Hirzenhain noch das Kunstgussmuseum, welches im Gebäude der Kunstgießerei unter einem eigenständigen Verein geführt wird.
Im Ortsteil Merkenfritz befindet sich eine Werkstatt für behinderte Menschen der Behindertenhilfe Wetteraukreis gGmbH.
Auf dem Friedhof der Gemeinde befinden sich in einem abgegrenzten Bereich die letzten Ruhestätten vieler Persönlichkeiten der Familie Buderus.

### Verkehr
Die Oberwaldbahn, an der Hirzenhain (Oberhess) ein Bahnhof war, ist stillgelegt.

### Bildungseinrichtungen
- Fürst zu Stolberg-Wernigerodesche Bibliothek auf dem Hofgut Luisenlust

### Freizeit- und Sportanlagen
- Märchenland Merkenfritz
- Der Vulkanradweg verläuft auf der Trasse der ehemaligen Oberwaldbahn durch den Ort. Heute ist der Vulkanradweg Teil des BahnRadweg Hessen, der auf ehemaligen Bahntrassen ca. 250 km durch den Vogelsberg und die Rhön führt.
- Naturerlebnisbad Hirzenhain

## Persönlichkeiten
- Carl Kellner (1826–1855), Pionier der Optik-Industrie Wetzlar, aus dem das Unternehmen Leica entstand
- Georg Buderus III (1838–1895), Montanindustrieller und Abgeordneter der 2. Kammer der Landstände im Großherzogtum Hessen
- Hugo Buderus (1841–1907), geboren und gestorben in Hirzenhain, Unternehmer, Politiker und Namensgeber einer Schule in Hirzenhain
- Heinrich Schneider (1908–1994), geboren in Merkenfritz; deutscher katholischer Theologe und Professor für Altes Testament in Mainz